# Aiguille de la Tsa
Die Aiguille de la Tsa ist ein 3668 m ü. M. hoher Berg im Kanton Wallis, eine ins Auge stechende Nadel im Kamm zwischen Arolla und Ferpècle.